# Gamamundo
Gamamundo és una vila i un sector de Guinea Bissau, situat a la regió de Bafatá. Té una superfície de 903 kilòmetres quadrats. En 2008 comptava amb una població de 26.160 habitants.